# Șandra (Satu Mare)
Șandra (ungarisch Krasznasándorfalu, auch Sándorfalu; deutsch Schandern) ist ein Dorf im Kreis Satu Mare in Rumänien.
Im Jahr 1910 hatte die Stadt 592 Einwohner, im Jahr 1992 hatte die Stadt nur noch 207 Einwohner und nach der Volkszählung 2010 waren es nur noch 56 Einwohner. Die erste schriftliche Erwähnung von Șandra war  1316. Alexander Bélteki Drágfi ist das Nachbardorf von Șandra.
Şandra war die Heimat einiger Sathmarer Schwaben gewesen, die nach Deutschland ausgewandert sind.